# Moulin à farine de Pommerit
Le moulin à farine est situé à Pommerit-le-Vicomte en France.

## Localisation
Le moulin est situé sur le territoire de la commune de Pommerit-le-Vicomte, il est installé sur la rive du Trieux, dans le département des Côtes-d'Armor en région Bretagne.

## Description
Le moulin, de plan rectangulaire, est édifié en moellons de grès dans ses parties basses, sa partie supérieure étant totalement enduite. Il compte un étage carré, à l'exception de la partie centrale qui en compte deux, couverts d'une toiture à longs pans couverte en ardoises. La façade antérieure a une porte en plein cintre, alors que la façade postérieure une porte à linteau droit. La partie en pierre correspond au moulin moderne. On lui a ensuite ajouté un étage carré et sans doute dans un troisième temps un second étage carré en partie centrale pour installer la bluterie. En avant du bâtiment se trouvent divers bâtiments (écuries, remises). Ils sont composés d'un rez-de-chaussée et couverts d'un toit à longs pans en ardoise. La partie logement ferme la cour au nord, faisant face au moulin. Actuellement le moulin est désaffecté. Une turbine hydraulique a été installée, probablement au début du XXe siècle.

## Historique
Le moulin existe avant la Révolution, comme le prouve le chronogramme " 1760 m : le grollet " sur un linteau droit de sa façade postérieure. Le logement date du milieu du XIXe siècle comme l'indique le linteau d'une fenêtre de l'étage. D'après l'enquête de 1848, le moulin, qui est exploité par Yves Dollo, a deux roues hydrauliques. Il produit 114 700 kg de farine, les grains proviennent de Pommerit et des communes limitrophes, ainsi que les marchés de Guingamp et Pontrieux. Les farines sont vendues à domicile et à Guingamp. Il moud essentiellement pour les particuliers en prélevant un droit de 1/16e.
Le moulin est inscrit à l'inventaire supplémentaire des monuments historiques.